# Biblia Chylińskiego

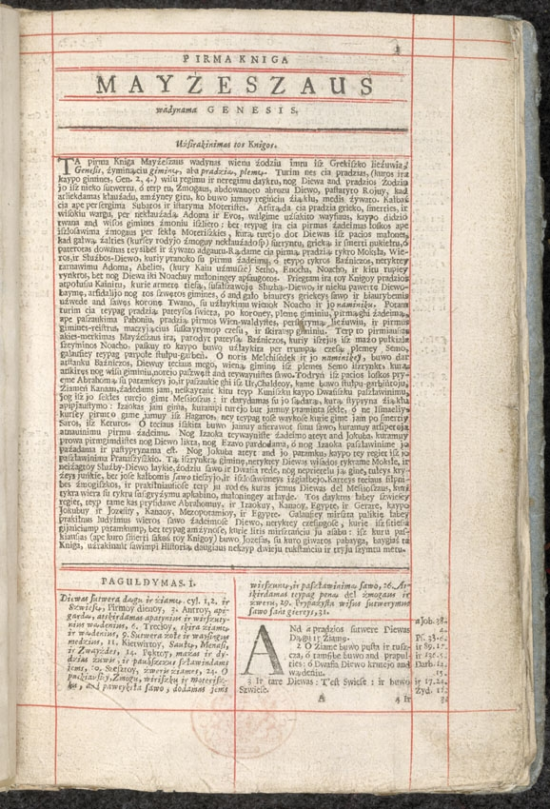
Biblia Chylińskiego, początek Księgi Rodzaju (Oxford 1660)

Biblia Chylińskiego – litewskie, częściowo zaginione tłumaczenie Pisma Świętego (zachowała się wydrukowana część Starego Testamentu, rękopis Nowego Testamentu odnaleziono w roku 1935), dokonane przez Samuela Bogusława Chylińskiego, na zlecenie synodu kalwińskiego w Kiejdanach. Powstało na początku drugiej połowy XVII wieku. Podstawą tłumaczenia był niderlandzki przekład Statenvertaling z roku 1637.

## Geneza
Reformacja sprzyjała rozwojowi języków narodowych, a każdy kościół lokalny pragnął posiadać Biblię we własnym języku. W tym celu luteranie litewscy wysłali S.B. Chylińskiego do Oksfordu. Wcześniej odbywał studia w Niemczech i Belgii. Podstawą tłumaczenia był pierwszy niderlandzki przekład Statenvertaling z języków oryginalnych z roku 1637. Chyliński pracę nad przekładem rozpoczął 22 października 1657. Tłumaczenie ukończył w 1660. W tym też roku w Londynie rozpoczęto wydruk próbny Starego Testamentu do 416 strony (od Księgi Rodzaju do Psalmu 40).
Wówczas Chyliński zwrócił się o środki finansowe do litewskiego synodu reformowanego lecz jego przedstawiciele J. Božimovskis i J. Skrodzkis wydali negatywną opinię o jakości tłumaczenia. Druk wstrzymano a rękopis Chylińskiego zaginął. Powodem negatywnej opinii mogło być przygotowanie Nowego Testamentu przez Jonasa Božimovskisa, który sam planował przetłumaczyć i wydać go w języku litewskim.

## Autorstwo i egzemplarze
Pierwszym który autorstwo przekładu przypisał Chylińskiemu był Jacob Le Long w swoim dziele Bibliotheca Sacra (Paryż 1723), jednak w połowie XIX wieku pogląd ten został zakwestionowany. Do lat 30. XX w. uważano, że autorem przekładu był Jonas Bretkūnas (1536–1602). Jednak prace L.C. Whartona oraz II Międzynarodowego Zjazdu Slawistów w Warszawie (1934), rzuciły inne światło na tę sprawę, przyznając autorstwo Chylińskiemu.
Do I wojny światowej istniały trzy egzemplarze tej Biblii:
- londyński (176 stron, do Księgi Jozuego 15:63),
- berliński (384 strony, z luką między stronami 337-368, kończący się na VI rozdziale Księgi Hioba), poszukiwany bezskutecznie po II wojnie do 1955,
- petersburski (do 1842 własność Uniwersytetu Wileńskiego, obejmujący całość, tj. 416 stron).

## Nowy Testament
W 1935 Stanisław Kot odnalazł także fragmenty przekładu Nowego Testamentu, nierozpoznane przy zakupie w 1932 przez British Museum (sygnatura Add MS 41301). Prawdopodobną datą rozpoczęcia przekładu tej części Biblii był rok 1658. W 1936 podjęto działania celem wydania rękopisu Polskiej Akademii Umiejętności, jednak przerwała je wojna.
W latach 1956–1964 Nowy Testament Chylińskiego w trzech tomach wydał Zakład Narodowy im. Ossolińskich we Wrocławiu (tom I – fotokopie, tom II – tekst i tom III – rozprawy naukowe i indeks).